# Frank Steele
Harold Franklin „Frank“ Steele (* 9. März 1905 in Niagara Falls, Ontario; † 3. Dezember 1992 in Hollywood, Florida, USA) war ein kanadischer Eishockeyspieler, der im Verlauf seiner aktiven Karriere zwischen 1927 und 1940 unter anderem ein Spiel für die Detroit Falcons in der National Hockey League auf der Position des rechten Flügelstürmers bestritten hat. Hauptsächlich spielte er aber in den International Hockey League.

## Karriere
Steele spielte zwischen 1923 und 1927 zunächst in seiner Geburtsstadt Niagara Falls in der kanadischen Provinz Ontario, ehe er sich zur Saison 1927/28 den Hamilton Tigers aus der Canadian Professional Hockey League anschloss. Im folgenden Spieljahr lief er für den Ligakonkurrenten Niagara Falls Cataracts auf. Danach war er drei Jahre lang für die Detroit Olympics in der mittlerweile in International Hockey League umbenannten Liga aktiv. Während dieser Zeit wurde der variabel als rechter Flügelspieler oder Verteidiger einsetzbare Steele in der Spielzeit 1930/31 für eine Partie bei den Detroit Falcons aus der National Hockey League eingesetzt.
In der Saison 1932/33 verließ Steele Detroit und stand für die Kansas City Pla-Mors und das Franchise der Duluth Hornets/Wichita Vikings in der American Hockey Association auf dem Eis. Zur Saison 1933/34 kehrte der Kanadier in die IHL zurück und stand fortan für drei Jahre bei den Windsor Bulldogs unter Vertrag. Nach einer einjährigen Pause kehrte er im Jahr 1937 nach Detroit zurück, wo er seine Karriere bis 1940 bei den Detroit Pontiac McLeans in der Michigan-Ontario Hockey League ausklingen ließ.
Steele verstarb im Dezember 1992 im Alter von 87 Jahren in Hollywood im US-Bundesstaat Florida.